# Птилодактилиды
Птилодактилиды (лат. Ptilodactylidae) — семейство насекомых из отряда жесткокрылых.

## Этимология
Название семейства — Ptilodactylidae — произошло от греческого «ptilon» — перо, крыло; и «daktylos» — палец. Оттуда и произошло английское название семейства «Toed-winged Beetles», что в переводе значит — пальцекрылые жуки.

## Описание
Маленькие жуки; длиной достигают 4—6 мм. Тело окрашено в коричневатый или жёлто-коричневый цвет. Голова сверху скрыта. Усики длинные, тонки, часто похожие на гребень. Щиток (scutellum) сердцеобразной формы, впереди зубчатый.

## Распространение
Жуки распространены повсеместно, кроме Европы; насчитывают более 500 видов. В Северной Америке распространены 14 видов из шести родов. В Канаде — 3 вида.

## Палеонтология
Древнейшие представители семейства найдены в меловом ливанском янтаре. Также описывались из бирманского янтаря.

## Экология и местообитания
Имаго питается растительностью находясь в тенистом влажном месте, часто возле водоёмов. Их привлекает яркий свет. Личинки живут в разлагающейся древесине, бобровых плотинах или гумусе листьев. Личинки рода Anchytarsus водные.

## Систематика
Семейство определяет 5 подсемейств в которых определены 25 рода и ещё 2 рода положение которых в семействе не ясно: 

Ptilodactylidae Laporte, 1836
- Подсемейство: Anchytarsinae Champion, 1897
  - Род: Anchytarsus
  - Род: Anchycteis
  - Род: Byrrocryptus
  - Род: Daemon
  - Род: Epilichas
  - Род: Ocotoglossa
  - Род: Pseudoepilichus
  - Род: Therius
- Подсемейство: Aploglossinae Champion, 1897
  - Род: Aploglossa
  - Род: Bradytoma
- Подсемейство: Areopidsiinae Lawrence, 1991
  - Род: Areopidius
- Подсемейство: Cladotominae Pic, 1914
  - Род: Austrolichas
  - Род: Cladotoma
  - Род: Drupeus
  - Род: Hovactyla
  - Род: Paralichus
  - Род: Pseudocladotoma
- Подсемейство: Ptilodactylinae Laporte, 1836
  - Род: Chelonariomorphus
  - Род: Falsotherius
  - Род: Lachnodactyla
  - Род: Lomechon
  - Род: Pherocladus
  - Род: Ptilodactyla
  - Род: Stirophora
- Подсемейство: Incertae sedis
  - Род: Falsoptilodactyla
  - Род: Valoka